# بلايا ديل كارمن
بلايا ديل كارمن (تنطق بالاسبانية: ['plaʝa ðel 'karmen]) هي مدينة تقع على ساحل البحر الكاريبي في ولاية ’كوينتانا رو’ في المكسيك. وهي منطقة سياحية شعبية في شرق المكسيك. بلايا ديل كارمن تضم مجموعة واسعة من الأنشطة السياحية نظرا لموقعها الجغرافي في ’ريفييرا مايا’. كما أن بلايا ديل كارمن كانت وجهة من وجهات رابطة لاعبي الغولف المحترفين PGA - Professional Golfers Association في بطولات الجولف، وموقع مميز للبرامج التلفزيونية المختلفة.

## جغرافية
تقع بلايا ديل كارمن في ريفييرا مايا، والريفيرا مايا هي منطقة تمتد على معظم الساحل الشرقي للمكسيك في ولاية كوينتانا رو المكسيسكية وتطل على الساحل الكاريبي الذي يمتد من جنوب كانكون إلى تولوم ومحميات المحيط الحيوي Sian Ka'an biosphere reserve و تقابلها جزيرة كوزميل .
- و محميات المحيط الحيوي biosphere reserve هو نظام بيئي تتمتع به بعض المناطق حول العالم بنباتات وحيوانات فريدة وتمتلك فائدة علمية وطبيعية غير عادية. و biosphere reserve هو اللقب الذي أطلقته اليونسكو على هذه المناطق لتصنيفها وللمساعدة في حماية هذه المواقع. بلايا تعتبر استراحة لعدد من السفن السياحية التي ترسو في موانئ محجر كاليكاالمجاورة، حوالي ستة أميال إلى الجنوب من المدينة.

## التاريخ
في العصور القديمة كان يطلق عليه بلايا ديل كارمن أكسامان ها وفي لغة المايا: «أكسامان ها» هي المياه الشمالية وكانت نقطة انطلاق للمايا في حجهم إلى الحرم المقدس لهم إخشيل في كوزوميل. و يرجع أحدث تاريخ للتواجد الإنساني الحديث إلى مطلع القرن العشرين عندما كان هناك جماعات من الصيادين ومنتجي شجر جوز الهند.
خلال القرن السادس عشر غزا الأسبان معظم مواقع المايا. ولكن، على عكس العديد من المناطق، بلايا ديل كارمن لم تصبح مستوطنة أسبانية. وعند وصول الأسبان في المكسيك، تبعت لفرانسيسكو دي مونتيجوالذي غزا هذه المنطقة في عام 1526، وأسس بلدة سالامانكا بموقع مدينة تابعة انذاك للمايا Xel-Ha .
كان أساس بلايا ديل كارمن يرجع إلى شركة استعمار chiclera the east coast of Yucatan، الذي نجحت في عام 1908 في ظل حكومة بورفيريو دياز والتي حازت على الامتياز لاستكشاف موارد الغابات. و بورفيريو دياز رجل سياسي، عسكري وجنرال جمهوري مكسيكي حكم البلاد على مدار 30 عاما في الفترة من 1876 - 1911.
حتى منتصف الثمانينات، كان بلايا ديل كارمن بلدة ريفية صغيرة تضم أقل من 1500 نسمة، رغم أنه في العقدين الماضيين تحولت بشكل ملحوظ مع نمو السياحة.

## النمو والتطور
في عام 1996 كان عدد سكانها 10000 نسمة وفي عام 2003 بلغ عدد سكانها 49,000 نسمة، ويرجع ذلك أساسا إلى الهجرة من الناس من مختلف أنحاء الجمهورية بحثا عن العمل التي استحدثته صناعة السياحة في المدينة. ووفقا للأرقام الصادرة عن المعهد الوطني للهجرة لعام 2003، 7 في المائة على الأقل من السكان المقيمين بصفة دائمة في المدينة هي من أصل أجنبي. ونمو هذه الواجهة السياحية تنعكس في حجم الفنادق التي تحتوي على 23428 غرفة والتدفق السنوي للمسافرين يقدر بأكثر من مليوني شخص، معظمهم من الولايات المتحدة وكندا وأوروبا.ووفقا لتعداد عام 2010 كانت المدينة قد بلغت 159310 من السكان؛ وهذا يمكن أن يترجم إلى 14285 ساكن جديد سنويا، أي 39 شخص يوميا في السنوات السبع الماضية.

## المناخ
في أكتوبر 2005 الاعصار ويلما مر مباشرة فوق بلايا ديل كارمن والمناطق المجاورة لمدة يومين وقد تسبب في أضرار كبيرة وانخفاض مؤقت في عدد السياح الوافدين. لحسن الحظ معظم الضرر كان سطحيا نسبيا وتم إصلاحه في غضون أسابيع قليلة من العاصفة. وصل الاعصار ويلما من البحر الكاريبي، ومر على جزيرة كوزوميل قبل الدخول على اليابسة في بلايا ديل كارمن. ثم تحرك شمالا على طول الساحل المكسيكي، وضرب كانكون بقوة على وجه الخصوص.
| البيانات المناخية لـPlaya del Carmen (1951–2010) | البيانات المناخية لـPlaya del Carmen (1951–2010) | البيانات المناخية لـPlaya del Carmen (1951–2010) | البيانات المناخية لـPlaya del Carmen (1951–2010) | البيانات المناخية لـPlaya del Carmen (1951–2010) | البيانات المناخية لـPlaya del Carmen (1951–2010) | البيانات المناخية لـPlaya del Carmen (1951–2010) | البيانات المناخية لـPlaya del Carmen (1951–2010) | البيانات المناخية لـPlaya del Carmen (1951–2010) | البيانات المناخية لـPlaya del Carmen (1951–2010) | البيانات المناخية لـPlaya del Carmen (1951–2010) | البيانات المناخية لـPlaya del Carmen (1951–2010) | البيانات المناخية لـPlaya del Carmen (1951–2010) | البيانات المناخية لـPlaya del Carmen (1951–2010) |
| الشهر                                            | يناير                                            | فبراير                                           | مارس                                             | أبريل                                            | مايو                                             | يونيو                                            | يوليو                                            | أغسطس                                            | سبتمبر                                           | أكتوبر                                           | نوفمبر                                           | ديسمبر                                           | المعدل السنوي                                    |
| ------------------------------------------------ | ------------------------------------------------ | ------------------------------------------------ | ------------------------------------------------ | ------------------------------------------------ | ------------------------------------------------ | ------------------------------------------------ | ------------------------------------------------ | ------------------------------------------------ | ------------------------------------------------ | ------------------------------------------------ | ------------------------------------------------ | ------------------------------------------------ | ------------------------------------------------ |
| الدرجة القصوى °م (°ف)                            | 37.5 (99.5)                                      | 33.0 (91.4)                                      | 34.0 (93.2)                                      | 39.0 (102.2)                                     | 40.0 (104.0)                                     | 39.0 (102.2)                                     | 39.0 (102.2)                                     | 39.5 (103.1)                                     | 39.0 (102.2)                                     | 34.0 (93.2)                                      | 35.0 (95.0)                                      | 39.0 (102.2)                                     | 40.0 (104.0)                                     |
| متوسط درجة الحرارة الكبرى °م (°ف)                | 27.8 (82.0)                                      | 28.5 (83.3)                                      | 29.6 (85.3)                                      | 30.8 (87.4)                                      | 31.7 (89.1)                                      | 32.0 (89.6)                                      | 32.5 (90.5)                                      | 32.9 (91.2)                                      | 32.6 (90.7)                                      | 30.8 (87.4)                                      | 29.3 (84.7)                                      | 28.6 (83.5)                                      | 30.6 (87.1)                                      |
| المتوسط اليومي °م (°ف)                           | 22.8 (73.0)                                      | 23.4 (74.1)                                      | 24.3 (75.7)                                      | 26.1 (79.0)                                      | 27.3 (81.1)                                      | 27.9 (82.2)                                      | 28.0 (82.4)                                      | 28.0 (82.4)                                      | 27.9 (82.2)                                      | 26.3 (79.3)                                      | 24.4 (75.9)                                      | 23.4 (74.1)                                      | 25.8 (78.4)                                      |
| متوسط درجة الحرارة الصغرى °م (°ف)                | 17.9 (64.2)                                      | 18.3 (64.9)                                      | 19.0 (66.2)                                      | 21.3 (70.3)                                      | 22.9 (73.2)                                      | 23.7 (74.7)                                      | 23.5 (74.3)                                      | 23.2 (73.8)                                      | 23.1 (73.6)                                      | 21.7 (71.1)                                      | 19.4 (66.9)                                      | 18.2 (64.8)                                      | 21.0 (69.8)                                      |
| أدنى درجة حرارة °م (°ف)                          | 8.0 (46.4)                                       | 7.0 (44.6)                                       | 5.0 (41.0)                                       | 10.0 (50.0)                                      | 15.0 (59.0)                                      | 14.0 (57.2)                                      | 13.0 (55.4)                                      | 15.0 (59.0)                                      | 14.0 (57.2)                                      | 13.5 (56.3)                                      | 11.0 (51.8)                                      | 9.0 (48.2)                                       | 5.0 (41.0)                                       |
| معدل هطول الأمطار مم (إنش)                       | 61.2 (2.41)                                      | 50.5 (1.99)                                      | 28.1 (1.11)                                      | 51.2 (2.02)                                      | 78.1 (3.07)                                      | 153.0 (6.02)                                     | 126.3 (4.97)                                     | 126.3 (4.97)                                     | 168.8 (6.65)                                     | 284.3 (11.19)                                    | 130.3 (5.13)                                     | 73.1 (2.88)                                      | 1٬331٫2 (52.41)                                  |
| متوسط الأيام الممطرة (≥ 0.1 mm)                  | 7.7                                              | 4.4                                              | 3.8                                              | 3.7                                              | 6.5                                              | 10.6                                             | 9.3                                              | 9.6                                              | 14.5                                             | 15.9                                             | 9.5                                              | 7.3                                              | 102.8                                            |
| المصدر: Servicio Meteorológico Nacional          |                                                  |                                                  |                                                  |                                                  |                                                  |                                                  |                                                  |                                                  |                                                  |                                                  |                                                  |                                                  |                                                  |

## السياحة
هي بلدة صغيرة لصيد الأسماك في الأصل، بدأت السياحة في بلايا ديل كارمن مع خدمة ركاب عن طريق العبارات إلى جزيرة كوزوميل، وهي جزيرة تعتبر وجهة من أشهر الوجهات في العالم للغوص تحت الماء.
- بلايا ديل كارمن شهدت مؤخرا تطورا سريعا مع المباني السكنية المتطورة والفاخرة والعمارات والمطاعم والمحلات وأماكن الترفيه. وهناك خطط لتطوير ستة فنادق فاخرة، وسلسلة مطاعم أمريكية، بما في ذلك هارد روك كافيه، فضلا عن المجمعات الصغيرة الراقية للتسوق وطرح أحدث التصميمات في المحلات والسينما، والوحدات السكنية الفاخرة، وأول بيت دولي للبلوز للترفيه هي سلسلة من 13 قاعه للحفلات الموسيقية الحية توجد في المطاعم وفي الأسواق الرئيسية في جميع أنحاء الولايات المتحدة. ومن المقرر لمنطقة كينتا أفينيدا في بلاي ديل كارمن أن تصبح معقلا ثقافياً واقتصادياً لشبه جزيرة يوكاتان مع تطور الأماكن المدنية وأسواق التجزئة. العديد من العلامات التجارية الفاخرة تقوم حاليا بتطوير مواقع البيع بالتجزئة في المدينة. تلك التي قيد الإنشاء أو المفتوحة بالفعل تشمل ماركات عالمية كـ لويس فويتون، كارولينا هيريرا، بول & شارك، وكريستيان ديور. و قد قام متجر ليفربول بافتتاح متجر لهم في ريفييرا مايا في بلايا ديل كارمن. ومركز ليفربول يرسخ نمط الحياة الحضري.
- النشاط السياحي في بلايا ديل كارمن يتمركز بشكل عام في كينتا أفينيدا، أو الجادة الخامسة، التي تمتد من 1 كالي نورتي إلى كالي 40. و هناك ممر للمشاة موجود ليس بعيداً من الشاطئ، وهناك في الجادة الخامسة صف من مئات المتاجر والحانات والمطاعم. وهناك العديد من الفنادق الصغيره قبالة الجادة الخامسة وعلى الشاطئ.

بلاياكار Playacar هو مشروع سكني وسياحي في بلايا ديل كارمن إلى الجنوب مباشرة من المنطقة الحضرية الرئيسية. تشمل معظم الفنادق المشهورة، وحديقة للطيور وملعب للجولف يقع في هذا المشروع. هناك مرحلتين - المرحلة الأولى هي السكنية في الغالب مع عدد قليل من الفنادق وبعض المحلات، في حين أن المرحلة الثانية تحتوي على أكبر المنتجعات شاملة للجميع، فضلا عن ملعب للجولف وعدد كبير من العقارات السكنية. وقد وضع حجر الأساس لـ Playacar ابتداء من عام 1979 من قبل شركة السيد فرناندو بارباشانو،Compania Impulsora Turistica de Playa del Carmen, S.A. طورت وبيعت في وقت لاحق إلى Aircoa، وهي شركة أمريكية، والتي بيعت أيضاً في وقت لاحق لSIDEK من عائلة مارتينيز هويرترن وبيعت في الآونة الأخيرة إلى السيد ارنستو اتشيفيريا.

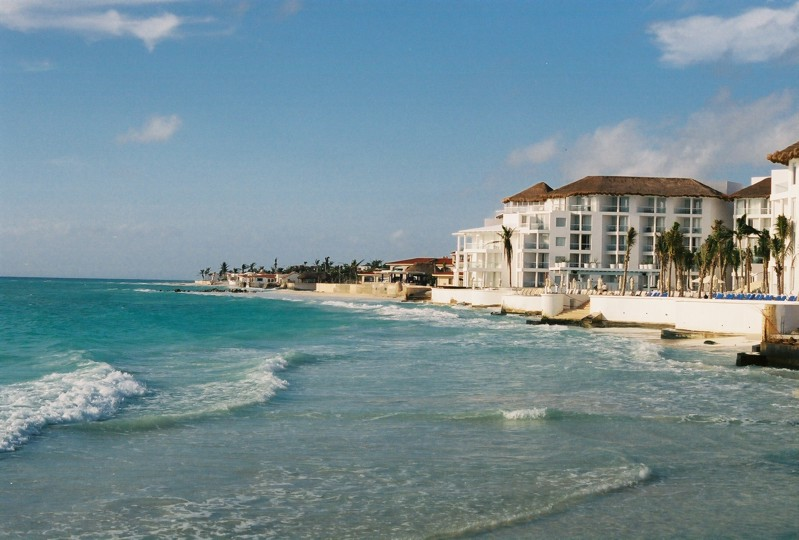
View from the ferry dock

## الرياضة
والمدينة هي موطن لنادي كرة القدم لانترناسيونالي بلايا ديل كارمن، والذي تأسس في عام 1999، ويتنافس في المجموعة الجنوبية من دوري الدرجة الثانية الإسباني للمحترفين، والطبقة الثالثة من نظام المكسيكي لكرة القدم.
- و مسقط رأس The OHL Classic at Mayakoba في الـ PGA وهو كأس يتبع رابطة محترفين الغولف والتي عقدت في نادي El Camaleón للغولف منذ عام 2007.

## سكان مشاهير
- الفائز في World Series of Poker-WSOP باري شولمان
- الفنان ديفيد جوتا
- مصمم الأزياء توري بورتش